# Amy Lawton
Pour les articles homonymes, voir Lawton.
Amy Lawton née le 19 janvier 2002 à Worthing en Angleterre, est une joueuse australienne de hockey sur gazon. Elle évolue au poste de milieu de terrain au HC Melbourne et avec l'équipe nationale australienne.
Elle a participé aux Jeux olympiques d'été de 2020.

## Carrière

### Coupe d'Océanie
- : 2019

### Jeux olympiques
- Top 8 : 2020